# Henrique Medina (gymnastique)
Pour les articles homonymes, voir Henrique Medina (homonymie).
Henrique Medina Flores (né en 1990) est un gymnaste brésilien, spécialiste des anneaux.
Il remporte la Coupe du monde de la spécialité en 2014. Il est entraîné par son beau-père, Marcos Goto, entraîneur national du Brésil.